# Оглоблино (Московская область)
Оглоблино — деревня в Ступинском районе Московской области в составе Леонтьевского сельского поселения (до 2006 года входила в Леонтьевский сельский округ), на 2015 год — фактически дачный посёлок: при отсутствии официальных жителей в деревне одна улица — Липовая и садовое товарищество. Впервые Оглобино упоминается в 1406 году, в селе существовала Троицкая церковь 1791 года постройки, разрушенная в советские годы.

## Население
| 2002 | 2006 | 2010 |
| ---- | ---- | ---- |
| 5    | ↘1   | ↘0   |

Оглоблино расположено на востоке центральной части района, у истоков реки Коломенка, высота центра деревни над уровнем моря — 183 м. Ближайшие населённые пункты: Утенково — около 700 м на северо-восток, Госконюшня — в 1,3 км, также северо-восточнее и Орешково — примерно в 2,5 км на восток.